# Can You Hear Me Boys
"Can You Hear Me Boys" je četvrti singl njemačkog pop-rock sastava Aloha from Hell s njihova prvog albuma No More Days to Waste.

## Videospot
Videospot snimljen je u Japanu.